# 밀양 표충사 사명집 목판
밀양 표충사 사명집 목판(密陽 表忠寺 四溟集 木板)은 대한민국 경상남도 밀양시 단장면 구천리 표충사에 있는, 임진왜란 때 승장으로 공을 세운 사명대사의 시와 글들을 모아 편집한 시문집이다. 
1990년 1월 16일 경상남도의 유형문화재 제273호 사명집 책판으로 지정되었다가, 2018년 12월 20일 현재의 명칭으로 변경되었다.

## 개요
이 책판은 임진왜란 때 승장으로 공을 세운 사명대사의 시와 글들을 모아 편집한 시문집이다.
사명대사가 세상을 떠나자 사명대사의 제자 혜구스님이 일부 간직하고 있던 시와 글을 목판에 각인한 것이다. 이 책판의 권 1에는 사, 권 2에는 오언율시, 권 3에는 칠언율시, 권 4에는 오언절구, 권 5에는 사명대사가 선에 대해 말한 글귀를 모은 선게, 권 6에는 잡문과 시들이 실려있다. 뒤에는 부록으로 비문과 행적이 붙어있다.
이 책판은 사명대사의 사상연구 및 개인 전기의 귀중한 자료로 평가된다.

## 참고 문헌
- 밀양 표충사 사명집 목판 - 국가유산청 국가유산포털